# Messier 100
Messier 100 (còn được gọi là  NGC 4321) là một ví dụ của một thiên hà cấu trúc xoắn ốc lớn  nằm ở phần phía nam của chòm sao Hậu Phát. Nó là một trong những thiên hà sáng nhất trong cụm Virgo, cách Trái Đất khoảng 55 triệu năm ánh sáng  và có đường kính 160.000 năm ánh sáng. Nó được phát hiện bởi Pierre Méchain vào ngày 15 tháng 3 năm 1781 và sau đó đã được nhập vào trong danh mục Messier gồm tinh vân và cụm sao  sau khi Charles Messier  tự mình quan sát nó vào ngày 13 Tháng 4 năm 1781. Thiên hà này là một trong thiên hà xoắn ốc được đầu tiên  phát hiện, và đã được liệt kê trong 1 của 14 thiên hà xoắn ốc của Bá tước William Parsons của Rosse vào năm 1850. Một thiên hà vệ tinh  tên NGC 4323 hiện diện cùng với M100.

## Những quan sát đầu tiên
Sau khi Méchain phát hiện ra M100, Charles Messier đã quan sát thiên hà và mô tả nó là một tinh vân mà không có sao. Ông chỉ ra rằng rất khó khăn  để nhận ra tinh vân vì sự mờ nhạt của nó. William Herschel đã xác định một cụm sao sáng  thuộc tinh vân trong quá trình quan sát, trước khi John Herschel mở rộng những phát hiện vào năm 1833. Với sự ra đời của kính thiên văn tốt hơn, John Herschel đã có thể nhìn thấy thiên hà tròn và sáng hơn, tuy nhiên, ông cũng nói rằng vẫn nhìn thấy được nó xuyên qua các đám mây, nhưng ông vẫn bảo rằng nó rất mờ nhạt. William Henry Smyth  mở rộng các nghiên cứu về M100, mô tả chi tiết nó như là một tinh vân màu trắng ngọc trai và chỉ ra những điểm khuếch tán.

## Siêu tân tinh
Năm siêu tân tinh  đã được xác định trong thiên hà M100. Vào tháng 3 năm 1901 siêu tân tinh đầu tiên của M100 đã được tìm thấy, SN 1901B , một siêu tân tinh loại I được tìm thấy ở độ sáng 15,6 ở khoảng cách gần trung tâm của nó. SN 1914A  sau đó đã được phát hiện vào tháng hai và tháng 3 năm 1914; loại siêu tân tinh của nó không xác định được nhưng đã được tìm thấy ở cấp sao 15,7 tại một khoảng cách gần trung tâm. Các quan sát của M100 từ ngày 21 tháng 2 năm 1960 tới ngày 17 tháng 6 năm 1960 đã dẫn đến việc phát hiện ra SN 1959E, một siêu tân tinh loại I, với độ sáng mờ nhạt nhất 17.5, trong năm siêu tân tinh được tìm thấy, tại 58 độ Đông và 21 độ Nam từ trung tâm thiên hà. Ngày 15 tháng 4 năm 1979,  siêu tân tinh loại II đầu tiên trong thiên hà M100 được phát hiện, tuy nhiên ngôi sao SN 1979C  lụi tàn nhanh chóng, sau đó quan sát bằng tia x và các bước sóng rađiô cho thấy còn tàn dư của nó. Siêu tân tinh gần đây hhất được phát hiện ngày 07 tháng 2 năm 2006, ngôi sao SN 2006X  có độ sáng 15,3 được phát hiện ra hai tuần trước khi mờ dần đến độ sáng +17.

## Hình ảnh

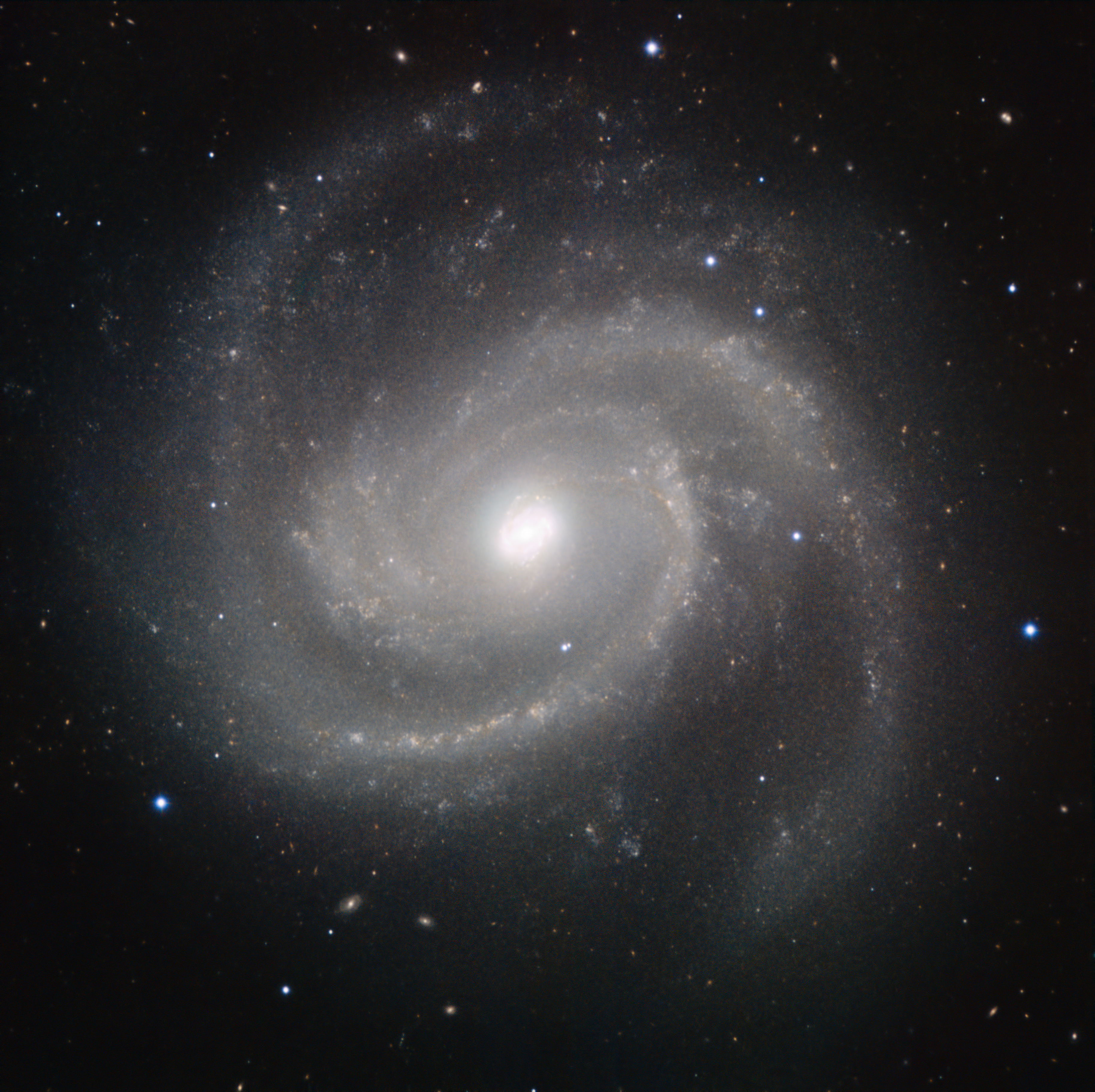
Ánh sáng hồng ngoại bởi camera HAWK-I thuộc VLT của ESO
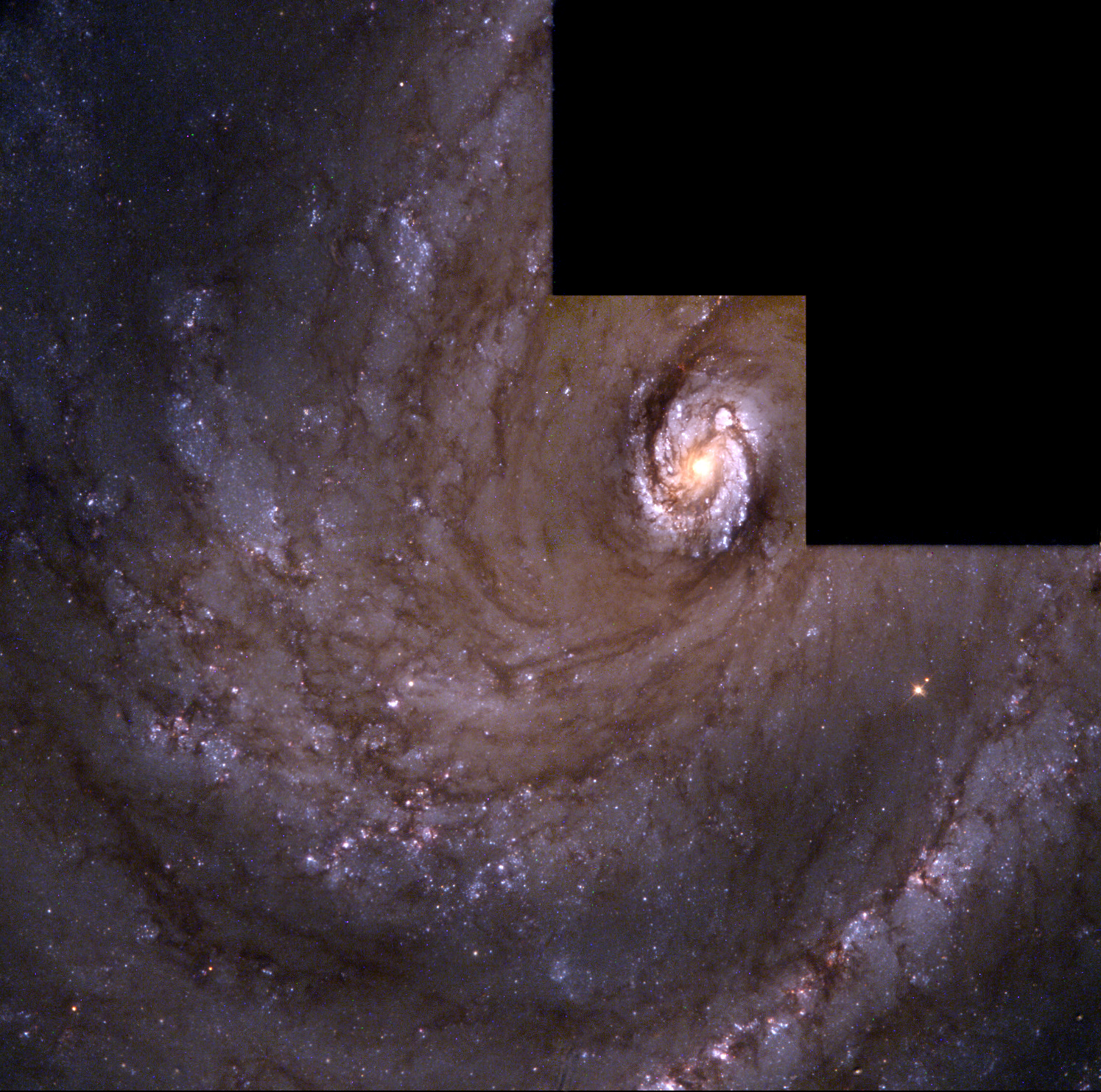
Vùng trung tâm chụp bởi HST. Bản quyền: NASA
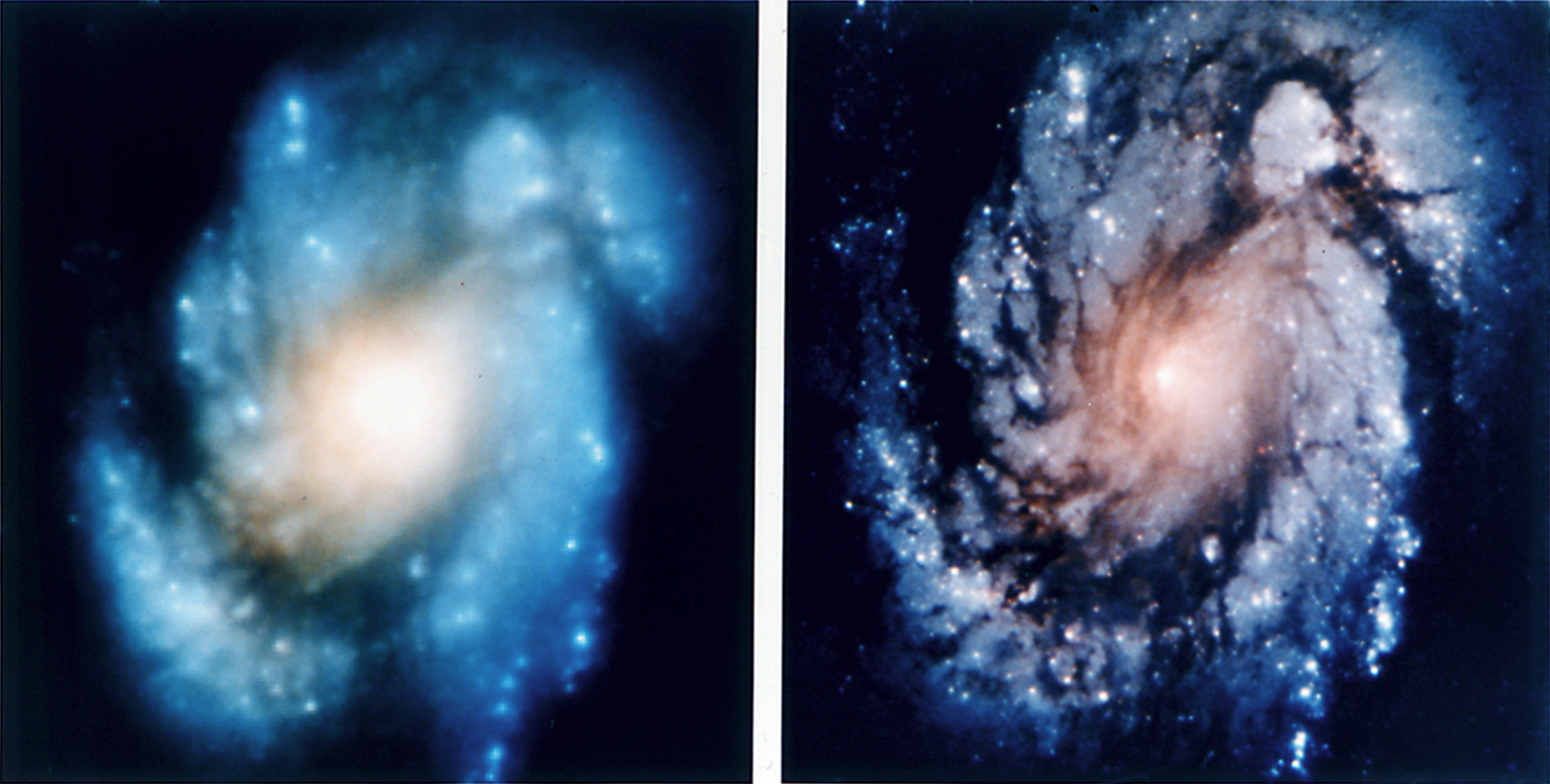
Trước và sau nhiệm vụ sửa chữa HST. Bản quyền: NASA
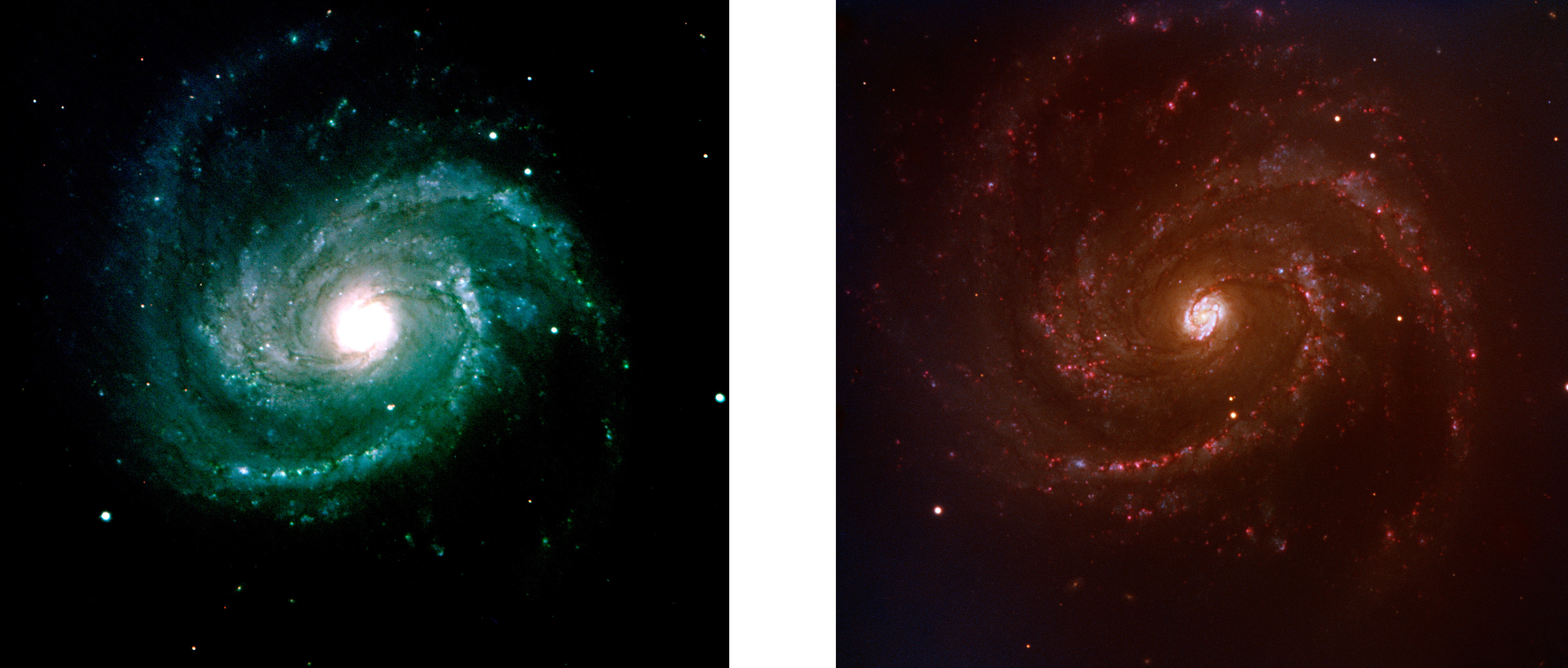
Siêu tân tinh 2006X trong Messier 100. Bản quyền: ESO
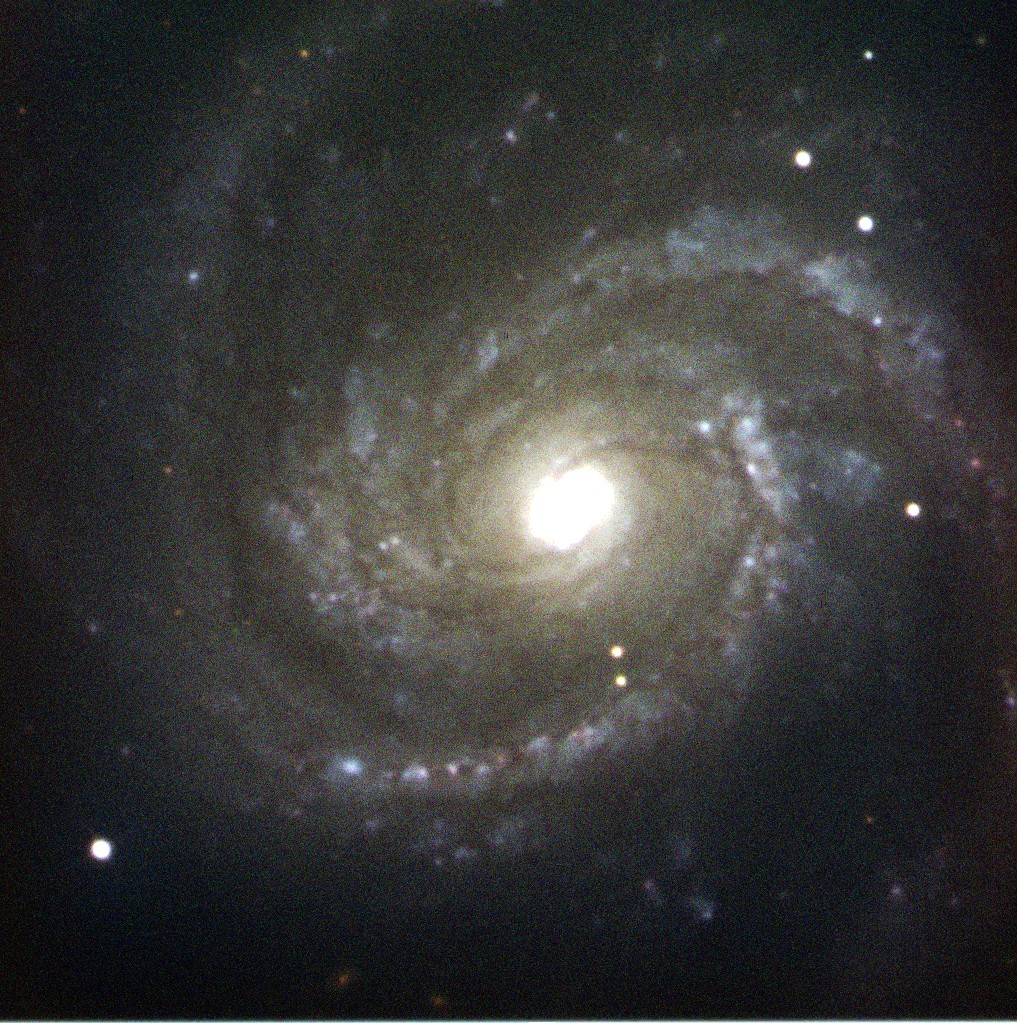
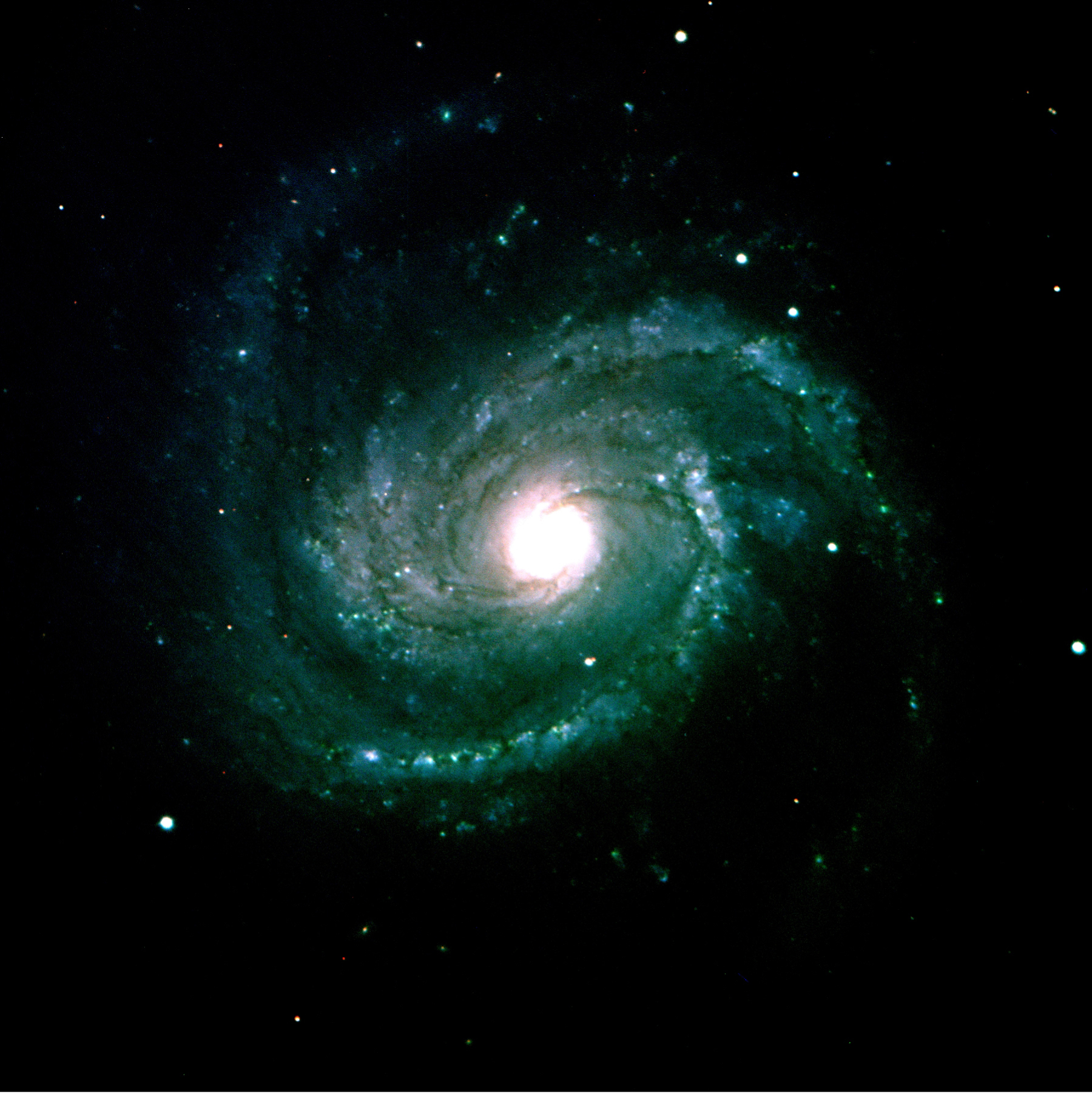
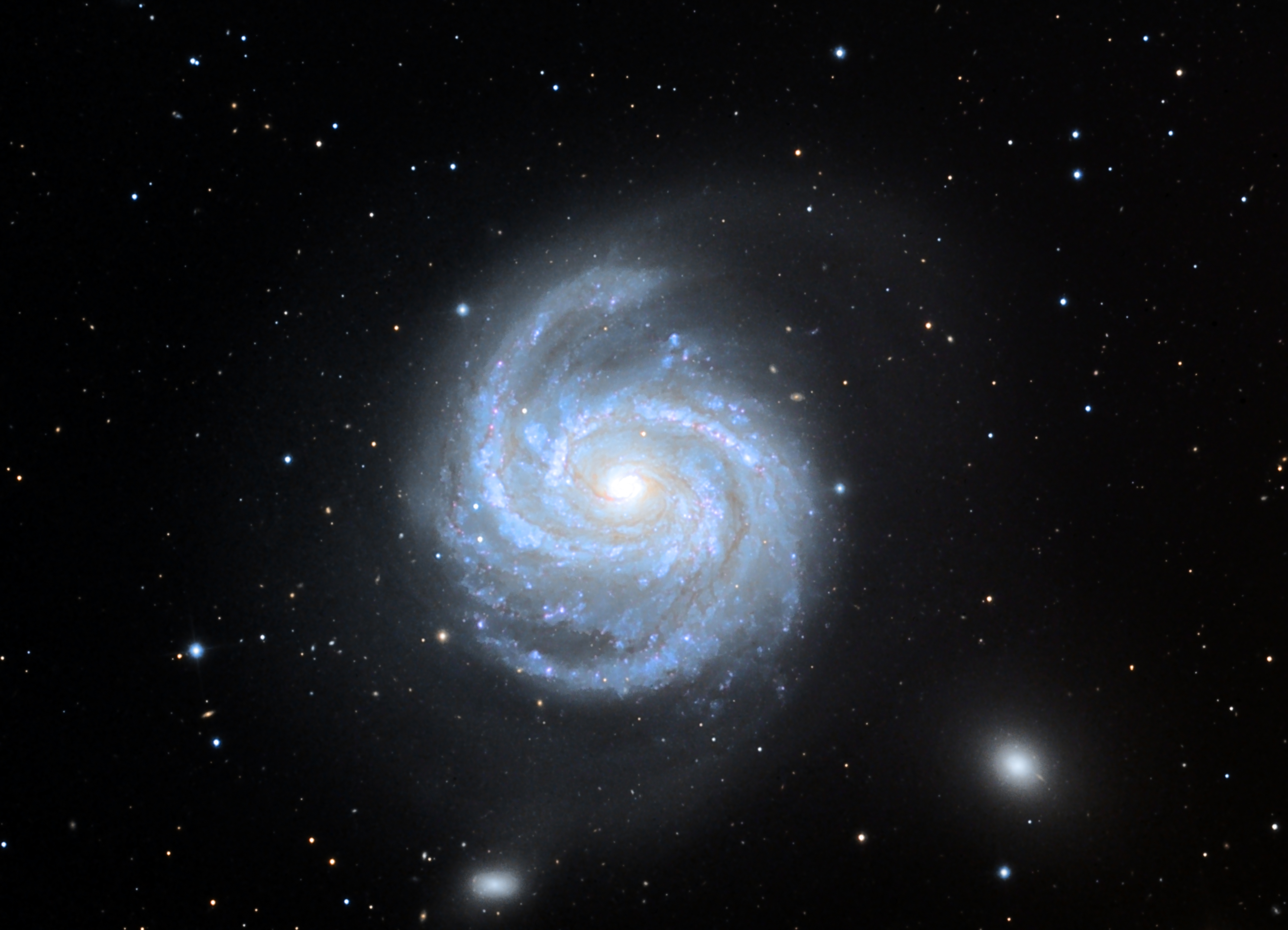
Chụp bởi kính viễn vọng 24 inch trên núi Lemmon, AZ. hình ảnh của Joseph D. Schulman